# Boesenbergia thorelii
Boesenbergia thorelii là một loài thực vật có hoa trong họ Gừng. Loài này được (Gagnep.) Loes. mô tả khoa học đầu tiên năm 1930.